# Hôtel Amelot de Gournay
Pour l’édifice situé à Metz, voir hôtel de Gournay.
L’hôtel Amelot de Gournay ou hôtel de Mortemart, est un hôtel particulier situé au no 1 rue Saint-Dominique, dans le 7e arrondissement de Paris. Il fait aujourd'hui partie de la Maison de l'Amérique latine, associé au mitoyen hôtel de Varengeville, s'agissant des étages inférieurs de l'aile est, tandis que la partie ouest est occupée par l'ambassade du Paraguay.

## Histoire

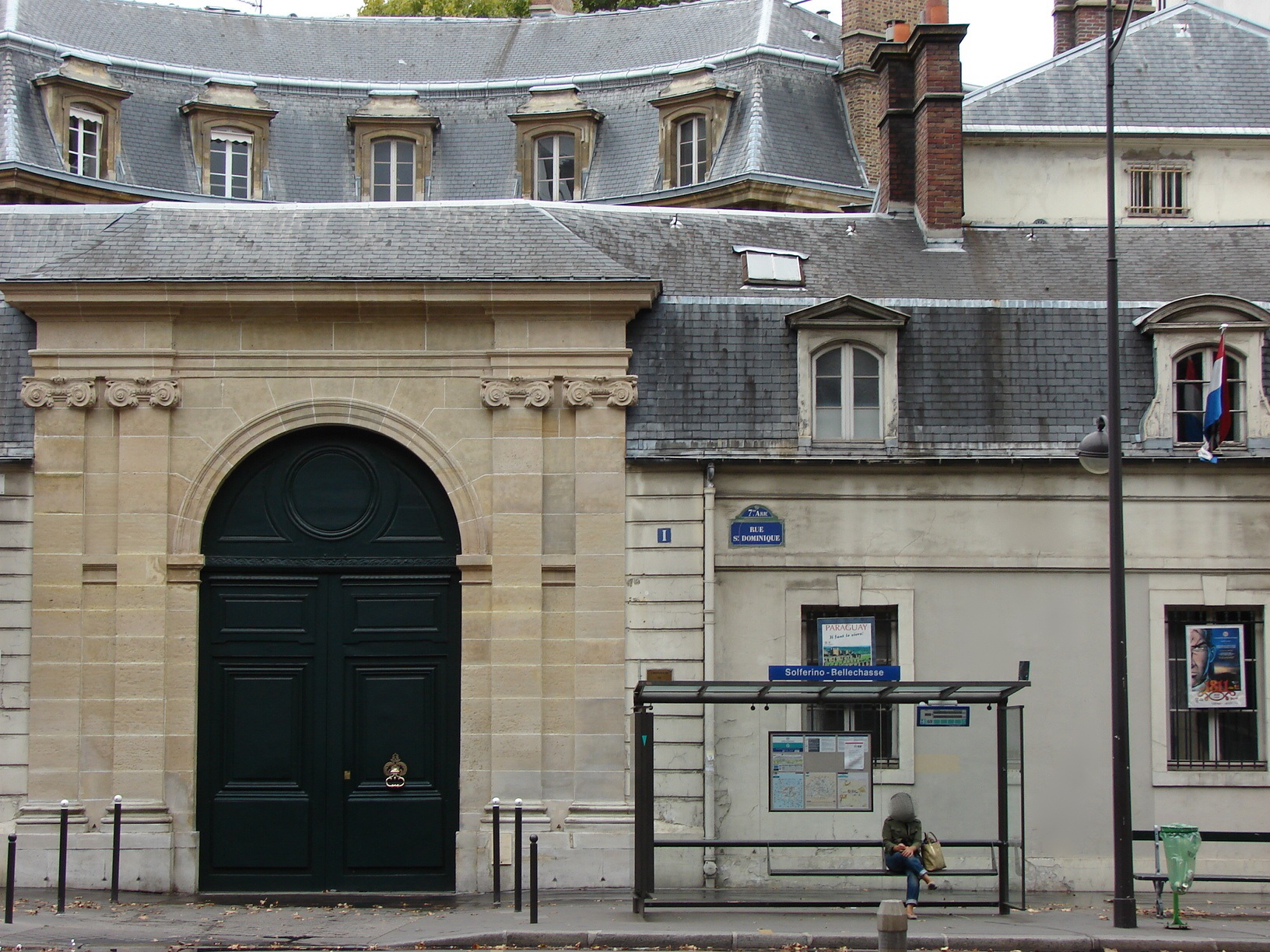
Portail sur la rue Saint-Dominique.

L'hôtel a été construit par l'architecte Germain Boffrand sur un terrain acheté par lui en 1710. Il l'a vendu en 1713, en cours de construction, au diplomate Michel-Jean Amelot de Gournay. L'hôtel est particulièrement remarquable par sa cour ovale et sa façade sur cour à pilastres colossaux au sol, disposition extrêmement précoce. Ces dispositions habiles ont permis de donner de la monumentalité à un bâtiment contraint par l'étroitesse de la parcelle. 
À la mort de Michel Amelot, le maréchal de Montmorency-Luxembourg acquiert l'hôtel, puis le passe à son fils, Christian Louis de Montmorency-Luxembourg, prince de Tingry, alors même que ce dernier fait construire l'hôtel de Matignon tout proche et d'une ampleur plus grande. En 1751, le comte de Guerchy, ambassadeur à Londres, acquiert l'hôtel en même temps que son voisin immédiat l'hôtel de Varengeville, préfigurant la réunion que fit la Maison de l'Amérique latine au XXe siècle. Guerchy loua l'ensemble aux parents de Charles-Maurice de Talleyrand-Périgord en août 1768. Ce dernier y résida de sa sortie du séminaire Saint-Sulpice, du début 1775 au mois de novembre de la même année.
La séparation entre les deux hôtels est rétablie après la Révolution. Par deux fois, l'ambassade du royaume de Sardaigne s'installa dans l'hôtel Amelot de Gournay. Dans l'intervalle, il faut occupé par les généraux d'Empire Henri-Jacques-Guillaume Clarke et Claude-Juste-Alexandre Legrand.
Au XIXe siècle, la propriété changea plusieurs fois de propriétaire dont elle prit successivement les noms : hôtel d'Aguesseau en 1804, puis d’hôtel d'Haussonville en 1812. Les Biencourt s'y installent en 1847, les Hunolstein en 1883. Au tournant du siècle, la famille de Rochechouart-Mortemart en est propriétaire par succession. La Banque de l'Algérie l'achète en 1926. Après l’indépendance du département, en 1962, le site fut dévolu à la Caisse des retraités de la Banque de France, qui en est aujourd'hui le propriétaire.
L'hôtel abrite aujourd'hui, dans l'aile ouest, l'ambassade du Paraguay, alors que les salons du rez-de-chaussée et une partie du premier étage de l'aile est sont loués à la Maison de l'Amérique latine (accès principal par l'hôtel de Varengeville mitoyen).
Ce bâtiment fait l’objet d’un classement au titre des monuments historiques depuis le 5 juin 1928.